# T・W・ブッケマ
T・W・ブッケマ（Tjarko Wiebenga Beukema、1838年6月18日 - 1925年6月25日）は、明治時代にお雇い外国人として来日したオランダの医師、医学者である。

## 経歴・人物
1838年、フローニンゲン郊外の村落ニーゼイルで、裁判官の父Frederik Faber Beukemaと母Grietje Tjerks Wiebengaの間に生まれる。1855年にユトレヒトの陸軍軍医学校に入学し、1859年に卒業して軍医となるも、翌年からフローニンゲン大学で研究を行い、1861年に「チフス患者の角膜障害」についての研究で学位を得る。
1871年（明治4年）日本の陸軍省の招聘により来日し、軍医学校時代の教師であったアントニウス・ボードウィンの後任として軍医寮（当初大阪にあったが翌年東京に移転）で教頭兼医官として1880年（明治13年）まで診療と教育にあたった。報酬月額は当初500円程度で、1876年（明治9年）以降は兼業を認める代わりに150円であった。実際に1876年からは東京府病院においても、同様に診療と教育に携わっている。1880年（明治13年）から1883年（明治16年）までは神奈川県に雇われて十全病院（現在の横浜市立大学附属病院）などで診療や指導を行い、ついで長崎県に雇われて長崎医学校（現在の長崎大学医学部）において教頭兼医員として診療と教育に携わった。なおオランダの軍医の職は1873年（明治6年）に辞しており、1888年（明治21年）に帰国して後はハーグ市立病院に勤務したという。
ブッケマの関東滞在中、1877年、1879年、1882年にコレラの流行があり、避病院の運営や検疫の実施において活躍した。またコレラ対策の一環として1879年（明治12年）7月に設置された中央衛生会の委員として、コレラ予防に関わる諸制度の策定や、日本薬局方の選定編纂に尽力した。帰国に際しては、これらの功績に対して勲四等旭日小綬章が贈られた。
私生活では東京滞在中の1874年（明治7年）2月14日に、ボードウィンの姪の同僚であったイザベラ・C・ツワーテル（Isabella Charlotte Toewater, 1842-?）と結婚し、2子を儲けた。夫人はクララ・ホイットニーらと親交があり華やかな社交生活を送っていた。子供はともにテニス選手でFrits Beukema（1875-1930、本業は土木技師）とKarel Beukema（1878-1908、本業は外交官）、Fritsの子にイギリス特殊作戦執行部に参加したKarel Beukema toe Water (1909-1944)と反ナチ運動家のPitty Beukema toe Water (1911-1997)がいる。ブッケマは1925年ハーグにて87歳で没した。
なお、ブッケマはオランダ人での最後のお雇い外国人であった。

## 栄典
- 勲五等双光旭日章（明治12年20月21日）[5]
- 勲四等旭日小綬章（明治21年1月21日）[6]